# Stan Brock
Stanley James Brock (Portland, 8 giugno 1958) è un ex giocatore di football americano e allenatore di football americano statunitense che ha militato nel ruolo di offensive tackle nella National Football League (NFL).

## Carriera
Brock fu scelto come dodicesimo assoluto nel Draft NFL 1980 dai New Orleans Saints. Vi giocò fino al 1992, dopo di che passò le ultime tre stagioni della carriera con i San Diego Chargers, con cui raggiunse il Super Bowl XXIX, perso contro i San Francisco 49ers.
Nel 2007 e 2008 Brock fu il capo-allenatore degli Army Black Knights.

## Palmarès

### Franchigia
- American Football Conference Championship: 1

San Diego Chargers: 1994

### Individuale
- PFWA All-Rookie Team - 1980
- New Orleans Saints Hall of Fame

## Famiglia
Il fratello maggiore, Pete, giocò come centro nella NFL, partendo come titolare nel Super Bowl XX con i New England Patriots.